# 链格孢酚
鏈格孢酚是链格孢属真菌的有毒代谢物。它是谷物和水果中的重要污染物。 链格胞酚具有抗真菌和毒害植物的性質。据报道，它可以抑制胆碱酯酶。它也是一种真菌雌激素。
据报道，在体外试验中，链格胞酚是一个有效的雄激素激动剂。